# Sidney Sanders
Sidney Charles Sanders (Nunhead, 9 giugno 1890 – Lewisham, 1967) è stato un calciatore inglese, di ruolo attaccante.

## Carriera

### Nazionale
Ha partecipato al 5º Torneo olimpico di calcio, nel quale ha vinto una medaglia d'oro.

## Palmarès

### Nazionale
- Oro olimpico: 1

Stoccolma 1912